# Nuitoni
I Nuitoni furono una delle tribù germaniche dedite al culto di Nerthus, citate da Tacito nel De origine actibusque Getarum. Schütte afferma che il nome probabilmente è errato, ed ipotizza che con il termine Nuitoni si intendessero in realtà i Teutoni o gli Eutioni (Juti).
(Tacito, De origine et situ Germanorum, XL, 1.)